# Martin Košťál
Martin Košťál (Nové Zámky, 23 febbraio 1996) è un calciatore slovacco, centrocampista del ViOn Z.M..

## Caratteristiche tecniche
È un trequartista.

## Carriera

### Club
Ha esordito fra i professionisti il 26 luglio 2014 con la maglia dello Spartak Trnava II in occasione dell'incontro di 2. Liga perso 4-3 contro lo Skalica.
Il 10 luglio 2017 è stato acquistato dal Wisła Cracovia.

## Statistiche

### Presenze e reti nei club
Statistiche aggiornate al 9 ottobre 2018.
| Stagione                 | Squadra                  | Campionato               | Campionato | Campionato | Coppe nazionali | Coppe nazionali | Coppe nazionali | Coppe continentali | Coppe continentali | Coppe continentali | Altre coppe | Altre coppe | Altre coppe | Totale | Totale | Totale |
| Stagione                 | Squadra                  | Comp                     | Pres       | Reti       | Comp            | Pres            | Reti            | Comp               | Pres               | Reti               | Comp        | Pres        | Reti        | Pres   | Reti   |        |
| ------------------------ | ------------------------ | ------------------------ | ---------- | ---------- | --------------- | --------------- | --------------- | ------------------ | ------------------ | ------------------ | ----------- | ----------- | ----------- | ------ | ------ | ------ |
| 2014-2015                | Spartak Trnava II        | 1L                       | 29         | 3          |                 | -               | -               |                    | -                  | -                  |             | -           | -           | 29     | 3      |        |
| 2015-2016                | Spartak Trnava II        | 1L                       | 10         | 0          |                 | -               | -               |                    | -                  | -                  |             | -           | -           | 10     | 0      |        |
| 2016-2017                | Spartak Trnava II        | 1L                       | 12         | 2          |                 | -               | -               |                    | -                  | -                  |             | -           | -           | 12     | 2      |        |
| Totale Spartak Trnava II | Totale Spartak Trnava II | Totale Spartak Trnava II | 51         | 5          |                 | -               | -               |                    | -                  | -                  |             | -           | -           | 51     | 5      |        |
| 2014-2015                | Spartak Trnava           | SL                       | 0          | 0          | CS              | 1               | 0               |                    | -                  | -                  |             | -           | -           | 1      | 0      |        |
| 2015-2016                | Spartak Trnava           | SL                       | 7          | 1          | CS              | 0               | 0               | UEL                | 0                  | 0                  |             | -           | -           | 7      | 1      |        |
| 2016-2017                | Spartak Trnava           | SL                       | 11         | 0          | CS              | 1               | 0               | UEL                | 1                  | 0                  |             | -           | -           | 13     | 0      |        |
| Totale Spartak Trnava    | Totale Spartak Trnava    | Totale Spartak Trnava    | 18         | 1          |                 | 2               | 0               |                    | 1                  | 0                  |             | -           | -           | 21     | 1      |        |
| 2017-2018                | Wisła Cracovia           | EK                       | 4          | 0          | CP              | 1               | 0               |                    | -                  | -                  |             | -           | -           | 5      | 0      |        |
| 2018-2019                | Wisła Cracovia           | EK                       | 10         | 1          | CP              | 1               | 0               |                    | -                  | -                  |             | -           | -           | 11     | 1      |        |
| Totale carriera          | Totale carriera          | Totale carriera          | 83         | 7          |                 | 4               | 0               |                    | 1                  | 0                  |             | -           | -           | 88     | 7      |        |